# Guilhermina Suggia
Guilhermina Suggia, född 27 juni 1888 i Oporto, Portugal, död 31 juli 1950 i Oporto, var en portugisisk cellist. 
Tolv år gammal blev hon förste cellist i stadens orkester, Orpheon Portuense. Sexton år gammal började hon studera cello för Julius Klengel på Musikkonservatoriet i Leipzig, och 1905 debuterade hon som solist för Gewandhausorkestern Leipzig. Mellan 1906 och 1912 turnerade hon tillsammans med sin sambo, cellisten Pablo Casals. Därefter var hon verksam i London innan hon på äldre dar återvände till hemstaden.